# DJ Zki & Dobre

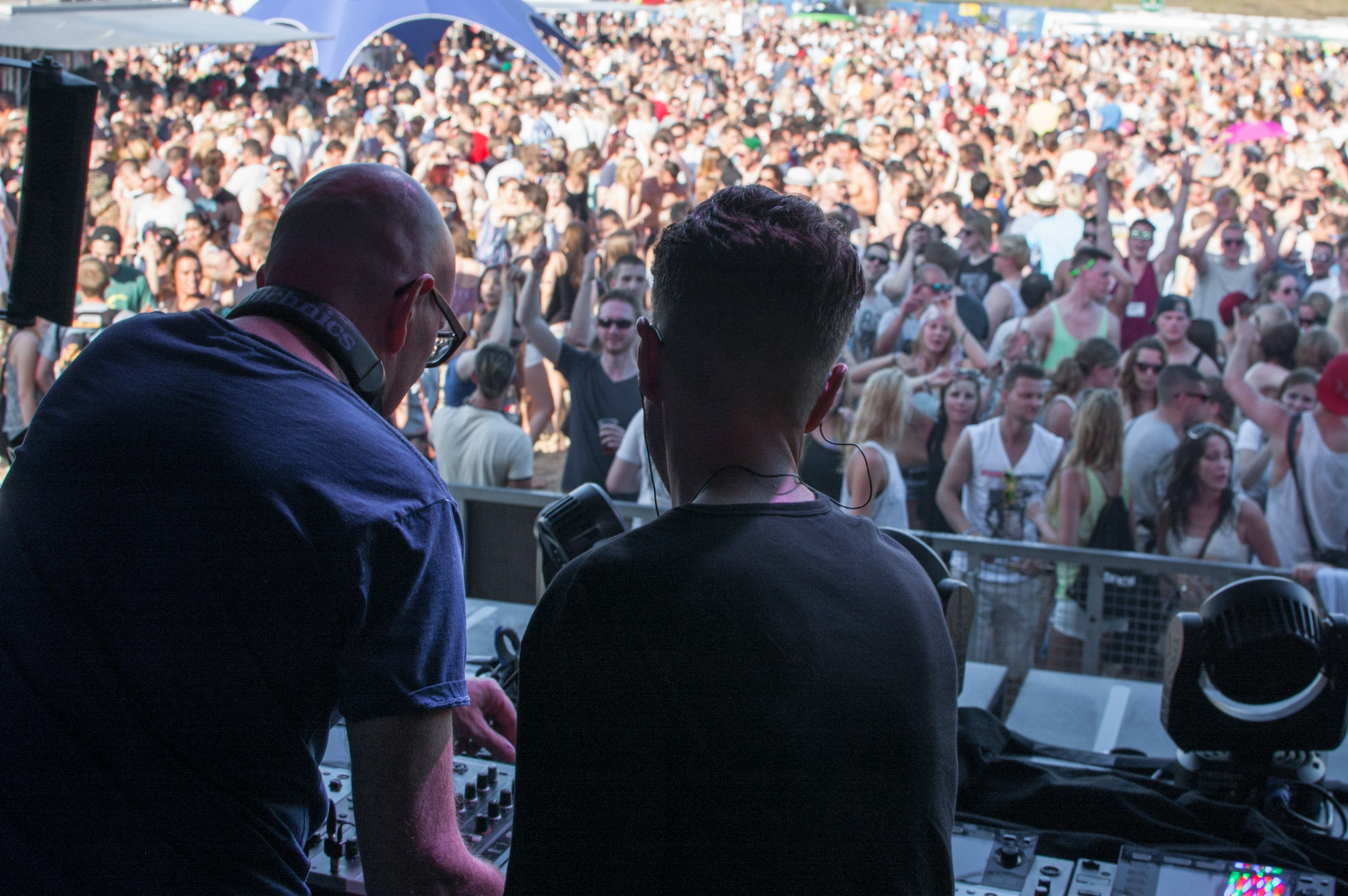
Chocolate Puma (2014)

DJ Zki & Dobre, namentlich René ter Horst (DJ Zki) und Gaston Steenkist (Dobre), sind niederländische DJs und Musikproduzenten. Das Duo ist unter etlichen weiteren Künstlernamen bekannt, unter welchen sie mehrere Hits innerhalb Europas und auch einen Hit in den USA landen konnten. Seit 2009 erfolgten nur noch Veröffentlichungen unter dem Pseudonym Chocolate Puma.

## Liste der Pseudonyme
- The Good Men / The Goodmen (1992–1995)
- Fresh Tunes (1992–1996)
- René Et Gaston (1992–1999)
- DJ Zki & Dobre (seit 1992)
- Mechanical Soul Saloon (1993–1995)
- Klatsch! (1993–2000)
- Tomba Vira (1993–2002)
- Jark Prongo (1993–2008)
- Bombers (1994)
- Basco (1994–2000)
- Collin Bros (1995)
- Mpari (1995)
- Stainless (1998)
- DJ Manta (1999–2001)
- Riva (1999–2009)
- Chocolate Puma (seit 2000)
- Glen Masters (2001)
- Rhythmkillaz (2001)

## Karriere
Gaston Steenkist stammt aus Amsterdam und René ter Horst aus Haarlem. Die beiden begannen 1991 zusammenzuarbeiten. Im selben Jahr gründeten die beiden das Musiklabel Fresh Fruit. Sie veröffentlichen ihre Produktionen unter verschiedensten Pseudonymen (siehe oben). 1995 verließen die beiden das Label Fresh Fruit und gründeten Pssst Music.
Das Duo veröffentlichte 1992 unter dem Namen The Good Men zunächst nur in den Niederlanden die Single Give It Up, die sich im März 1993 in der dortigen Hitparade platzierte und Platz sechs erreichte. Daraufhin wurde das Lied ein internationaler Erfolg, stieg im August des Jahres in die Top 20 der deutschen und die Top 5 der britischen Charts auf, später auch in die Hitparaden der Schweiz und der USA.
Neben dem einzigen Hit des Projekts befanden sich 1994 auch die als Single ausgekoppelten Lieder Damn Woman und Huh! auf dem einzigen The-Good-Men-Album Father in the Bathroom. Die letzte Veröffentlichung als The Good Men war die 1995 erschienene Single Elektika. Die beiden Protagonisten arbeiteten allerdings weiterhin zusammen.
1998 veröffentlichten Horst und Steenkist die Single Movin’ Thru Your System unter dem Pseudonym Jark Prongo. Die Single erhielt Unterstützung von Sasha, der sie auf der Kompilation Global Underground veröffentlichte. Sie erreichte schließlich Platz 58 in den britischen Singlecharts. Unter demselben Pseudonym erschien 2000 auch ihr Debütalbum Thru Your System.
Im Jahr 2000 erschien auch die Single I Wanna Be U unter dem Pseudonym Chocolate Puma. Das Lied war 2001 9 Wochen in den britischen Singlecharts und erreichte Platz 6. 2001 veröffentlichten sie auch die Single Stringer als Riva. Für dieses Lied wurde Dannii Minogue als Gastsängerin angefragt. Unter dem Titel Who Do You Love Now? (Stringer) kam das Stück in mehreren Ländern in die Charts. In den UK-Single-Charts war er insgesamt 15 Wochen und kam auf Platz 3.
Die beiden sind auch gefragte Remix-Künstler, die unter anderem für iiO, Britney Spears, Armin van Buuren und David Guetta produzierten.

## Diskografie

### Alben
- 1994: The Goodmen – Father in the Bathroom
- 2000: Jark Prongo – Thru Your System

### Singles
| Jahr               | Titel Album                               | Höchstplatzierung, Gesamtwochen, AuszeichnungChartplatzierungen (Jahr, Titel, Album, Platzierungen, Wochen, Auszeichnungen, Anmerkungen) | Höchstplatzierung, Gesamtwochen, AuszeichnungChartplatzierungen (Jahr, Titel, Album, Platzierungen, Wochen, Auszeichnungen, Anmerkungen) | Höchstplatzierung, Gesamtwochen, AuszeichnungChartplatzierungen (Jahr, Titel, Album, Platzierungen, Wochen, Auszeichnungen, Anmerkungen) | Höchstplatzierung, Gesamtwochen, AuszeichnungChartplatzierungen (Jahr, Titel, Album, Platzierungen, Wochen, Auszeichnungen, Anmerkungen) | Höchstplatzierung, Gesamtwochen, AuszeichnungChartplatzierungen (Jahr, Titel, Album, Platzierungen, Wochen, Auszeichnungen, Anmerkungen) | Höchstplatzierung, Gesamtwochen, AuszeichnungChartplatzierungen (Jahr, Titel, Album, Platzierungen, Wochen, Auszeichnungen, Anmerkungen) | Höchstplatzierung, Gesamtwochen, AuszeichnungChartplatzierungen (Jahr, Titel, Album, Platzierungen, Wochen, Auszeichnungen, Anmerkungen) | Anmerkungen                      |
| Jahr               | Titel Album                               | DE | AT | CH | UK | US | NL | BEF | Anmerkungen                      |
| ------------------ | ----------------------------------------- | --- | --- | --- | --- | --- | --- | --- | -------------------------------- |
| als The Good Men   |                                           | | | | | | | |                                  |
|                    |                                           | | | | | | | |                                  |
| 1993               | Give It Up Father in the Bathroom         | DE17 (19 Wo.)DE | — | CH33 (8 Wo.)CH | UK5 Silber · (19 Wo.)UK | US71 (14 Wo.)US | NL6 (13 Wo.)NL | BEF18 (12 Wo.)BEF |                                  |
| als Klatsch        |                                           | | | | | | | |                                  |
|                    |                                           | | | | | | | |                                  |
| 1993               | Oh Boy –                                  | — | — | — | — | — | NL13 (6 Wo.)NL | — |                                  |
| als Jark Prongo    |                                           | | | | | | | |                                  |
|                    |                                           | | | | | | | |                                  |
| 1999               | Movin’ Thru Your System Thru Your System  | — | — | — | UK58 (1 Wo.)UK | — | — | — |                                  |
| 2003               | Sacred Cycles / Movin’ Thru Your System – | — | — | — | UK90 (1 Wo.)UK | — | — | — | Doppel-A-Single mit Pete Lazonby |
| als DJ Manta       |                                           | | | | | | | |                                  |
|                    |                                           | | | | | | | |                                  |
| 1999               | Holding On –                              | — | — | — | UK47 (2 Wo.)UK | — | — | — |                                  |
| als Rhythmkillaz   |                                           | | | | | | | |                                  |
|                    |                                           | | | | | | | |                                  |
| 2001               | Wack Ass MF –                             | — | — | — | UK32 (7 Wo.)UK | — | — | — |                                  |
| als Tomba Vira     |                                           | | | | | | | |                                  |
|                    |                                           | | | | | | | |                                  |
| 2001               | The Sound of: Oh Yeah –                   | — | — | — | UK51 (2 Wo.)UK | — | — | — |                                  |
| als Riva           |                                           | | | | | | | |                                  |
|                    |                                           | | | | | | | |                                  |
| 2001               | Who Do You Love Now? (Stringer) –         | DE14 (11 Wo.)DE | AT21 (13 Wo.)AT | CH35 (11 Wo.)CH | UK3 (16 Wo.)UK | — | NL19 (7 Wo.)NL | BEF10 (13 Wo.)BEF | feat. Dannii Minogue             |
| als Chocolate Puma |                                           | | | | | | | |                                  |
|                    |                                           | | | | | | | |                                  |
| 2001               | I Wanna Be You –                          | — | — | — | UK6 (11 Wo.)UK | — | — | — |                                  |
| 2006               | Always & Forever –                        | — | — | — | UK43 (5 Wo.)UK | — | — | — |                                  |
| 2014               | Step Back –                               | — | — | — | — | — | NL30 Gold · (4 Wo.)NL | — | feat. Kris Kiss                  |

Weitere Singles
- 1994: Damn Woman (als The Goodmen)
- 1995: Huh! (als The Goodmen)
- 1995: Elektika (als The Goodmen)
- 1999: Pitchcontrol / Keep On (als Riva)
- 1999: Hexaperalla / Don’t U Hide (als Riva)
- 1999: Shake It (als Jark Prongo)
- 2001: Stringer (als Riva)
- 2001: The Hunter (als Riva)
- 2001: Rocket Base (als Jark Prongo)
- 2002: Time Is the Healer (als Riva)
- 2002: It’s Something (als Tomba Vira)
- 2004: Morning Dust (als Riva)
- 2004: A Star Is Born (als Chocolate Puma feat. David Goncalves)
- 2006: Lunar (als Riva)
- 2009: For How Long (als Riva)
- 2009: Only Love Can Save Me (als Chocolate Puma feat. Shermanology)
- 2010: Back Home (als Chocolate Puma feat. Colonel Red)
- 2015: Popatron (als Chocolate Puma)
- 2016: Listen to the Talk (als Chocolate Puma)
- 2016: Space Sheep (als Chocolate Puma mit Oliver Heldens)

### Remixe (Auswahl)
- 1997: GrooveZone – Eisbaer
- 2000: Laidback Luke – Rocking with the Best
- 2000: Static Revenger – Happy People
- 2001: Marc Et Claude – Tremble
- 2001: Barthezz – On the Move
- 2001: Fragma – Say That You’re Here
- 2001: Safri Duo – Samba Adagio
- 2001: iiO – Rapture
- 2001: Britney Spears – I’m Not a Girl, Not Yet a Woman
- 2001: Boris Dlugosch feat. Róisín Murphy – Never Enough
- 2001: Roger Sanchez feat. Armand Van Helden & N’Dea Davenport – You Can’t Change Me
- 2001: Bastian – You’ve Got My Love
- 2002: Weekend Players – Into the Sun
- 2002: Armin van Buuren – Yet Another Day
- 2002: LeAnn Rimes – Suddenly
- 2002: Laidback Luke – Popmusic
- 2006: Blaze – Most Precious Love
- 2007: F to the F (Fedde Le Grand & Funkerman) – Wheels in Motion
- 2007: Paris Avenue – Feel It
- 2008: Dirty South – Let It Go
- 2008: Milk & Sugar – Higher & Higher
- 2009: David Guetta feat. Estelle – One Love